# Léognan
Léognan  egy francia település Gironde megyében az Aquitania régióban. Lakosainak száma 10 723 fő (2022. január 1.).

## Adminisztráció
Polgármesterek:
- 1995–2020 Bernard Fath

## Demográfia
| Lakosok száma | 3044 | 7737 | 8008 | 8923 | 9749 | 10 015 | 10 372 | 10 571 | 10 641 | 10 723 |
|               | 1968 | 1982 | 1990 | 2006 | 2013 | 2015   | 2017   | 2019   | 2020   | 2022   |

## Látnivalók
- Saint-Martin templom a XI. századból
- Château Olivier
- Château La Louvière

## Testvérvárosok
- Portugália Joane 1996-óta
- Spanyolország Peralta 2002-óta
- Olaszország Castagneto Carducci 2002-óta